# BMW F10
La BMW F10 è la sesta generazione della BMW Serie 5, un'autovettura di segmento E prodotta dalla casa automobilistica tedesca BMW dal gennaio 2010 al gennaio 2017.

## Profilo

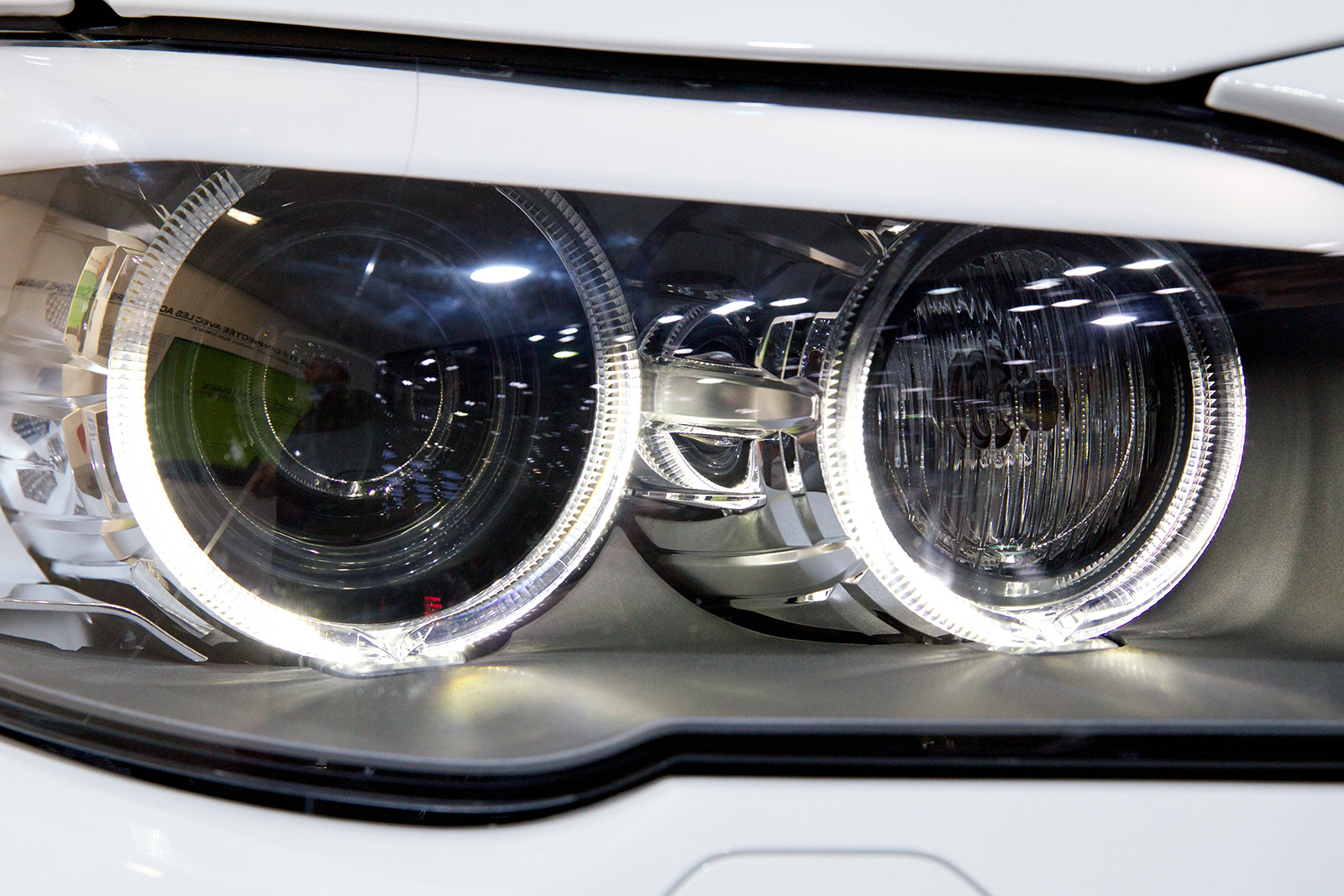
Dettaglio di un fanale anteriore di una Serie 5; notare la corona a Led che circonda i doppi fari circolari a "occhi d'angelo"

La Serie 5 introdotta nel marzo 2010 è stata già svelata in anteprima al Salone dell'automobile di Francoforte nell'autunno dell'anno precedente. Si tratta di un modello per certi versi di rottura con le linee estreme della precedente E60, infatti la nuova vettura si presenta con linee più morbide e sobrie, in modo da soddisfare anche chi non aveva digerito la E60 stessa. Va anche detto che la matita da cui sono scaturite le linee del modello F10 non è più quella di Chris Bangle, poiché quest'ultimo si è dimesso dalla BMW nel settembre 2009, lasciando così il suo posto ad Adrian van Hooydonk. Le linee della nuova vettura appaiono quindi meno coraggiose e ricordano da vicino quelle della Serie 7 F01/F02 lanciata un anno e mezzo prima, specie nel frontale e nella coda.

### Design
Esternamente, la F10 si presenta leggermente più grande della berlina che va a sostituire, in particolare è il passo ad avere beneficiato maggiormente: mentre l'intero corpo vettura è cresciuto di 6 cm, il passo ne ha guadagnati ben otto, andando ad inserire la F10 al top nella categoria per ampiezza di interasse. Tipici dello stile BMW dei primi anni del XXI secolo sono anche i fanali, dall'andamento "ad L rovesciata" che riprende quello già visto un anno e mezzo prima nella Serie 7 F01/F02.

### Interni
Gli interni, tipicamente BMW, comprendono la plancia orientata verso il guidatore, con uno schermo con funzioni di navigatore, ma anche di computer di bordo. L'iDrive è collocato, come di consueto, più in basso, sul tunnel. Il vano bagagli è spazioso almeno quanto quello del modello precedente, e comunica con l'abitacolo grazie alla possibilità di abbattere il divano posteriore.

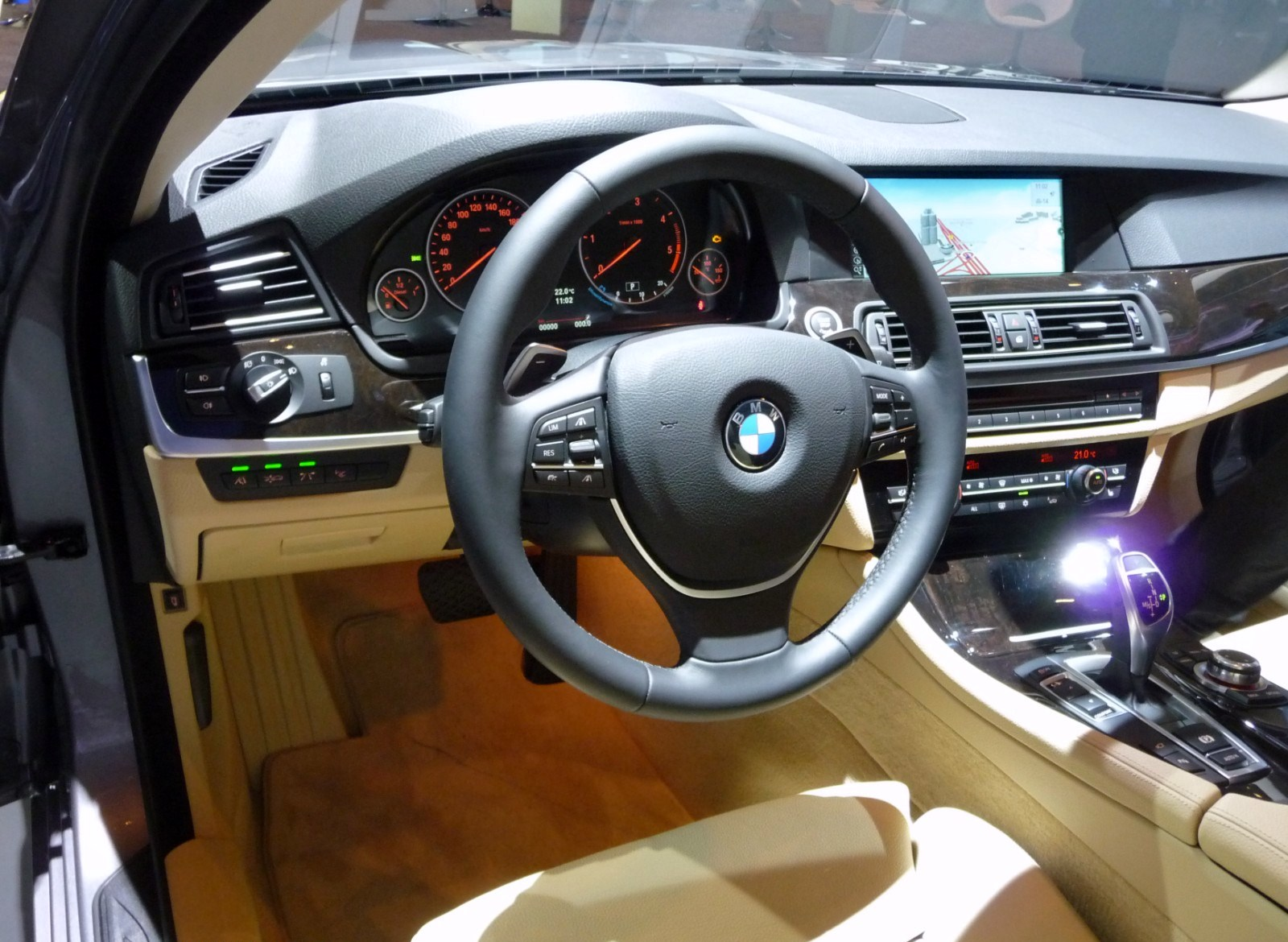
Vista del posto guida di una 535d

### Struttura e telaio
La BMW F10 nasce sullo stesso pianale della Serie 5 GT lanciata nel settembre 2009, pianale che è a sua volta una variante a passo accorciato di quello utilizzato per la contemporanea Serie 7. È stata realizzata inoltre una scocca costituita in acciai ad alta resistenza lavorati a caldo e di altri acciai di tipo multifase e lega d'alluminio; tecnologia costruttiva anch'essa derivante direttamente da quella impiegata per la struttura delle Serie 7 F01 ed F02. Il risultato ottenuto è un alleggerimento dell'intera struttura, ma anche un irrigidimento del 55% rispetto alla scocca della E60, al fine di migliorare sicurezza per gli occupanti, ma anche la dinamica di guida.
Per il reparto sospensivo, anch'esso in alluminio, viene scelto un nuovo avantreno a quadrilatero alto ad asse sterzante semivirtuale, mentre il retrotreno è del tipo multilink a 4 bracci e mezzo. Queste nuove soluzioni sono state adottate per trovare il più riuscito compromesso tra comfort e dinamica di guida. Inoltre, per la F10, è previsto un sistema sterzante a gestione elettromeccanica e contraddistinto dalla sigla EPS (Electrical Power Steering). Tale sistema consiste in un servomotore che offre assistenza alla sterzata in misura differente a seconda dello stile di guida del conducente e del tipo di strada che si sta affrontando. La vettura è anche dotata, in alcune versioni, dell'Integral Active Steering (sistema a 4 ruote sterzanti), il Dynamic Damping Control (controllo elettronico degli ammortizzatori, non disponibili però su tutta la gamma) e l'Adaptive Drive, che combina gli effetti del Dynamic Damping Control con quelli del Dynamic Drive, vale a dire le barre antirollio ad effetto variabile, per limitare in maniera ottimale i fenomeni di coricamento laterale. A ciò va aggiunto il sistema sterzante elettromeccanico EPS, che ottimizza la precisione di guida variando la demoltiplicazione dello sterzo in base alle situazioni. L'impianto frenante è a dischi (anteriori autoventilanti). Qui i dischi vengono rivettati alla campana del disco per ridurre le masse non sospese. L'impianto frenante viene integrato dalle funzioni di Cornering Brake Control ed il controllo dinamico dei freni, funzioni attuate elettronicamente e facenti parte del sistema DSC, cioè del controllo dinamico di stabilità.
La vettura è dotata di head-up display, già visto nella E60, fari bi-xeno adattativi, che regolano automaticamente l'ampiezza del fascio e la sua inclinazione a seconda del carico della vettura e della velocità della stessa. Inoltre i fari si orientano automaticamente a seconda dell'angolo di sterzata, in modo da illuminare preventivamente il tratto di strada su cui ci si va ad immettere. Inoltre, vi sono altri dispositivi come il Lane Change Warning, che avvisa con un segnale acustico che si sta oltrepassando la linea di mezzeria.

### Motorizzazioni
La Serie 5 F10 debutta con 3 motorizzazioni: il 3 litri aspirato a benzina è disponibile da 258 CV la versione 528i, mentre la 535i monta un 3 litri biturbo da 306 CV. Versione di punta della gamma iniziale (in attesa della sportiva M5) è la 550i, equipaggiata da un 4.4 litri biturbo da 407 CV. Alcune di queste motorizzazioni non sono inizialmente previste per la versione Touring, la cui presentazione è prevista il 10 aprile 2010 al Salone di Lipsia. Di questa versione, infatti non sono previste al momento le versioni 528i, 550i e 525d, che avrebbero però debuttato in seguito, pochi mesi dopo. Le motorizzazioni diesel vanno dal 520d da 184 CV al M550d xDrive da 381 CV dotato di un motore tri-turbo.
Sull'intera gamma vengono proposte motorizzazioni ad iniezione diretta, e su alcune versioni viene utilizzato il sistema di recupero energia in frenata. La vettura è dotata di cambio manuale a 6 marce o automatico Steptronic ad 8 rapporti abbinabile a paddles sul volante. Anche questo cambio è stato progettato per intervenire nei momenti in cui le esigenze di efficienza lo richiedono, ed è tra l'altro predisposto (per la prima volta in un cambio automatico) all'accoppiamento con il sistema start e stop, che tuttavia, al momento del debutto del modello, non è ancora previsto, neppure come optional, su nessuno dei modelli facenti parte della gamma iniziale.

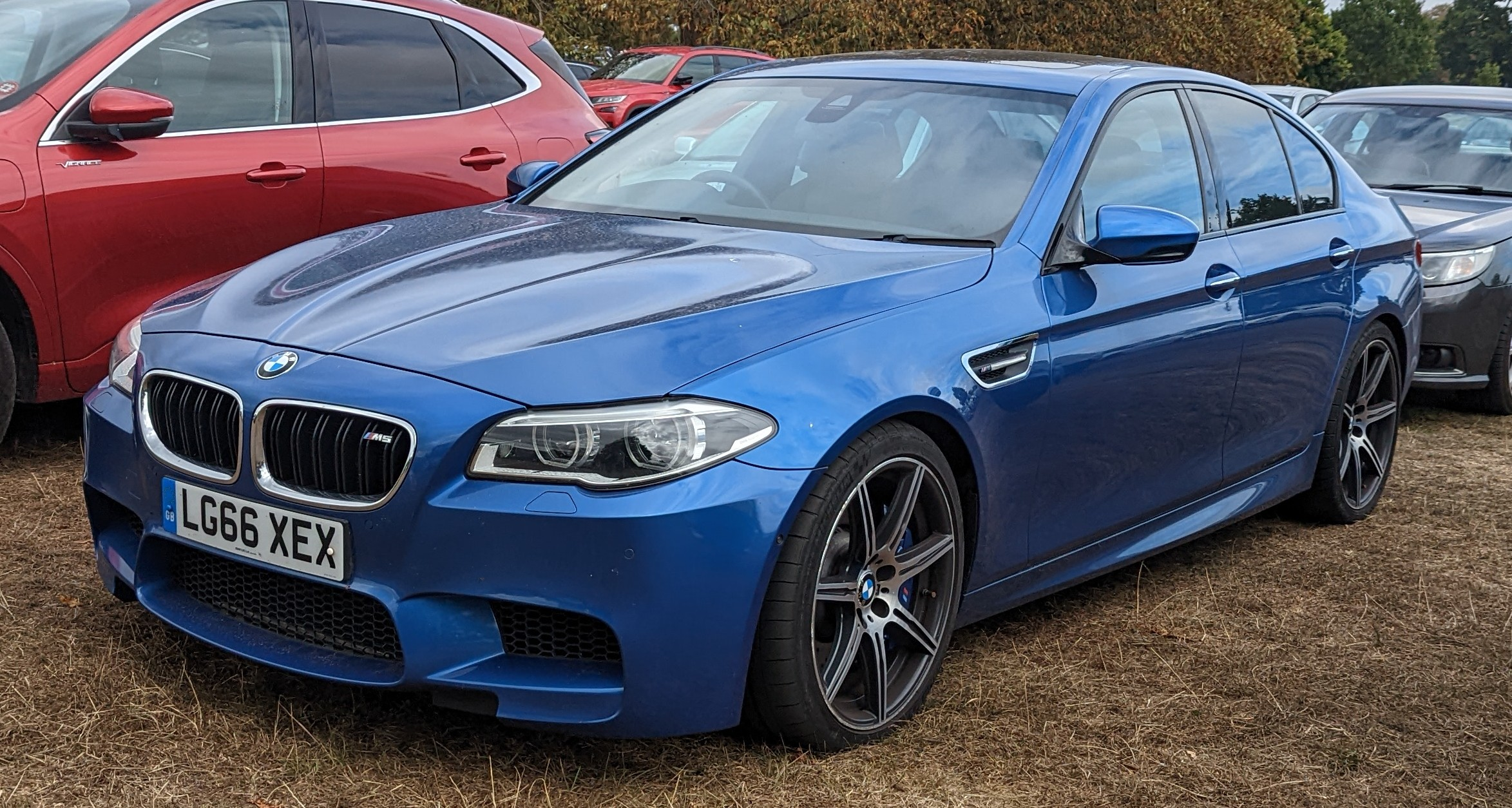
BMW M5

## Evoluzione
La produzione della Serie 5 F10 viene quindi avviata con le motorizzazioni descritte, e limitatamente alla sola versione berlina.
In seguito, intorno al mese di giugno del 2010, si ha l'arrivo della 520d, la versione di base, equipaggiata da un 2 litri turbodiesel da 184 CV. Circa un mese più tardi è avvenuto il lancio della versione Touring, ossia la station wagon.
Nell'autunno del 2010, la gamma si arricchisce di due novità: sul fronte benzina, la 550i viene proposta anche con trazione integrale xDrive, dando luogo alla 550i xDrive, mentre sul fronte diesel, viene introdotta la 535d, mossa da un 3 litri biturbo da 299 CV.
Nel marzo del 2011 la soluzione xDrive viene proposta anche su altri due modelli, la 535i xDrive e la 530d xDrive, motoristicamente identici ai corrispondenti modelli a trazione posteriore.
La M5, presentata a Shanghai nel maggio del 2011; Si tratta della prima M5 sovralimentata, equipaggiata da un 4.4 litri biturbo da 560 CV. Tale soluzione, che fa storcere il naso ai più fanatici e puristi, viene giustificata dai tecnici BMW con il fatto di doversi adeguare alle sempre più stringenti normative antinquinamento, che rendono assai difficile la progettazione di un motore ad alta potenza specifica senza dover scendere ad eccessivi compromessi.

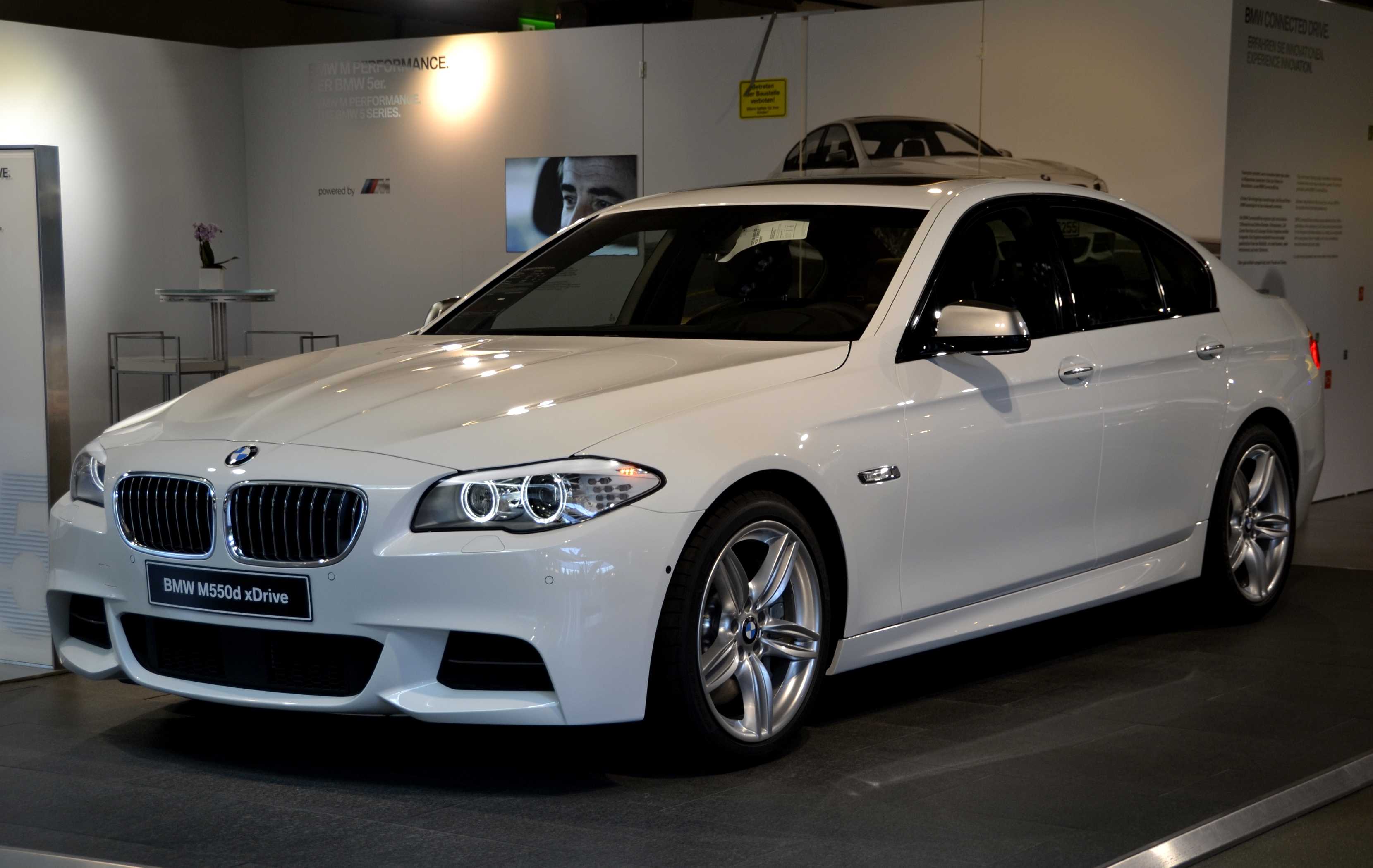
Una M550d xDrive, equipaggiata con motore a tripla sovralimentazione

Nell'autunno del 2011 la gamma subisce importanti aggiornamenti ed ampliamenti: i due modelli d'accesso, ossia la 523i e la 528i, con i motori da 204 e 258 CV. vengono sostituiti da tre modelli. Alla base della gamma si inserisce la 520i con motore 2 litri turbo da 184 CV, mentre un gradino più in alto va a posizionarsi la nuova 528i con lo stesso motore della 520i, ma con potenza portata a 245 CV, ed infine la 530i, versione di metà gamma, monta un motore derivato dal 3 litri della precedente 528i, ma con potenza salita a 272 CV. Nessuna novità per le due versioni top a benzina. Sul fronte diesel, invece, debutta la 520d Efficient Dynamics, spinta dallo stesso 2 litri turbodiesel common rail delle altre 520d, ma con alcune soluzioni volte ad ottimizzare l'aerodinamica, come la calandra a grigliatura regolabile automaticamente a seconda della velocità e nuovi cerchi dal disegno specifico, unite ad un cambio con riduzione finale allungata. Le prestazioni sono simili a quelle della normale 520d, ma i consumi scendono da 4.9 a 4.5 litri per 100 km, mentre le emissioni di anidride carbonica passano da 129 a 119 g/km. Questo modello non è previsto in versione Touring. Tra le altre novità a gasolio, la 525d perde il motore da 3 litri e ne acquisisce uno da soli 2 litri, ma con potenza cresciuta da 204 a 218 CV. Tale modello diviene inoltre disponibile anche con trazione integrale xDrive. I modelli 530d e 535d hanno beneficiato di un incremento di potenza, rispettivamente da 245 a 258 CV e da 299 a 313 CV. Nella stessa occasione, poi, debutta anche la tanto attesa M5, la versione con motore V8 da 560 CV.
Nell'aprile del 2012, entra in listino la M550d xDrive sovralimentata mediante tre turbocompressori. L'unità di base, rappresentata dal 3 litri utilizzato nelle altre motorizzazioni diesel a 6 cilindri, raggiunge così i 381 CV di potenza massima.

### Restyling 2013

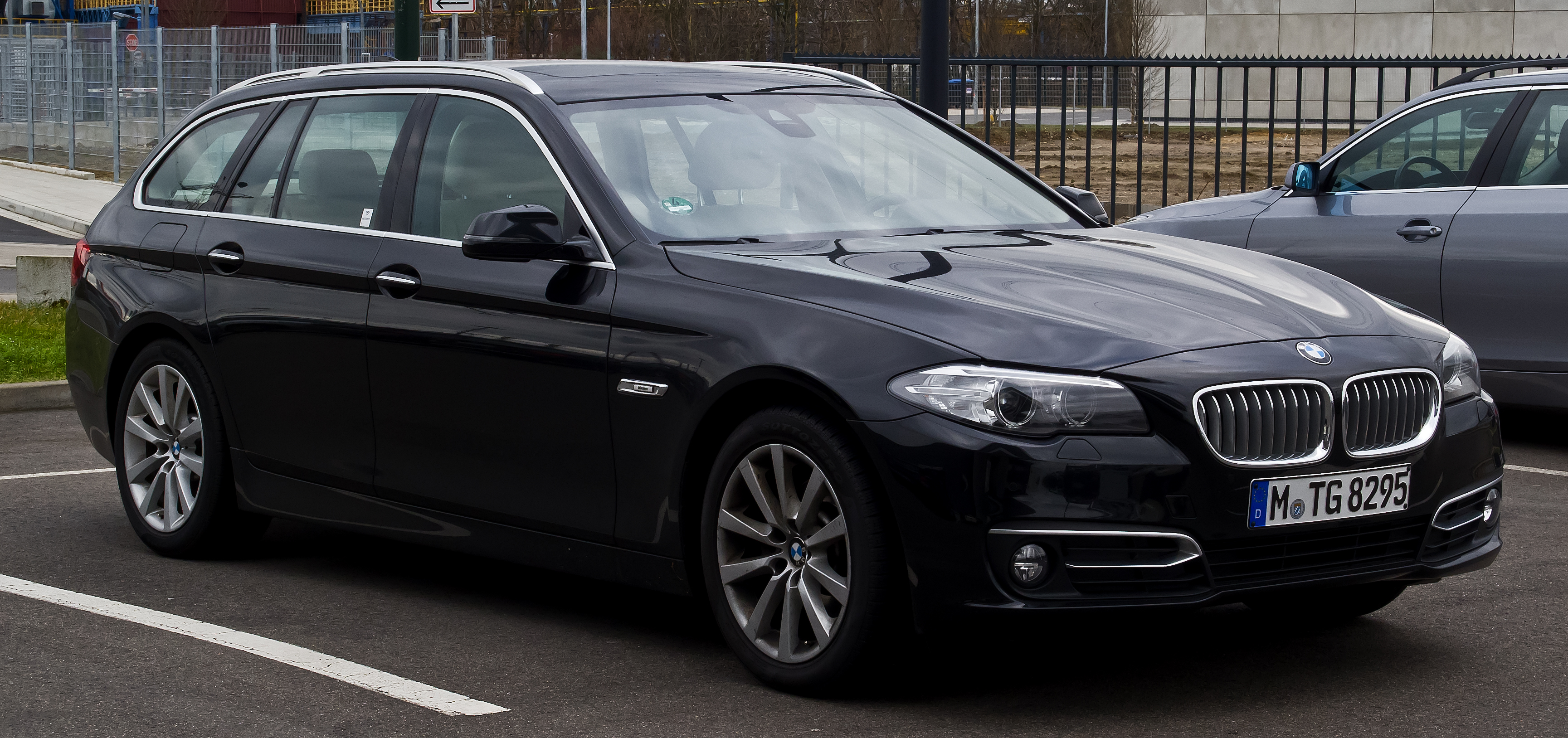
BMW 520i Touring Modern Line (F11) restyling del 2014

Nell'estate del 2013 è sopraggiunto il restyling di mezza età per la F10: gli aggiornamenti sono lievi, ed interessano principalmente il frontale, dove trovano posto i nuovi fari allo xeno ed una calandra dal disegno leggermente rivisto. Anche i paraurti sono di nuovo disegno, mentre posteriormente sono stati leggermente aggiornati i fanali. Novità di maggior spessore sono quelle che si ritrovano sotto il cofano motore,  dove a quel punto può trovare posto un 2 litri turbodiesel depotenziato a 143 CV. Tale motorizzazione equipaggia la 518d, che si pone quindi come versione di base dell'intera gamma F10. D'altro canto, con il restyling scompare il vecchio 3 litri a benzina aspirato da 272 CV, non sostituito da nessun'altra motorizzazione, mentre andando più in alto troviamo il V8 della 550i passare da 408 a 450 CV: in pratica riprende lo stesso motore della 650i Gran Coupé. Al vertice si trova ancora la sportiva M5 e sempre con il suo V8 da 560 CV, che però può essere anche corredato di un pacchetto supplementare, detto Competition Paket, che ne innalza la potenza di altri 15 CV. Tornando sul versante dei diesel, viene introdotta la 520d xDrive. Dopo il restyling della F10 tutte le motorizzazioni sono state adeguate alla normativa Euro 6.
Nel 2014 quasi tutte le versioni diesel a quattro cilindri (eccetto la 525d) adottano il nuovo motore B47 con potenza leggermente superiore e consumi leggermente ridotti. Per oltre un anno non vi sono stati aggiornamenti di rilievo, fino a che, alla fine del 2015, si ha l'arrivo della 530d in versione leggermente depotenziata (fino a 249 CV di potenza massima). Tale modello, che non sostituisce la normale 530d da 258 CV ma si limita ad affiancarla, è stato pensato per il mercato italiano, dove il regime fiscale impone una sovrattassa per le autovetture con potenza massima superiore a 250 CV. La 530d da 249 CV è stata inoltre proposta sia a trazione posteriore che a trazione integrale.
La produzione della berlina F10 è cessata alla fine del 2016, in concomitanza con il lancio della nuova generazione.

### La Touring F11

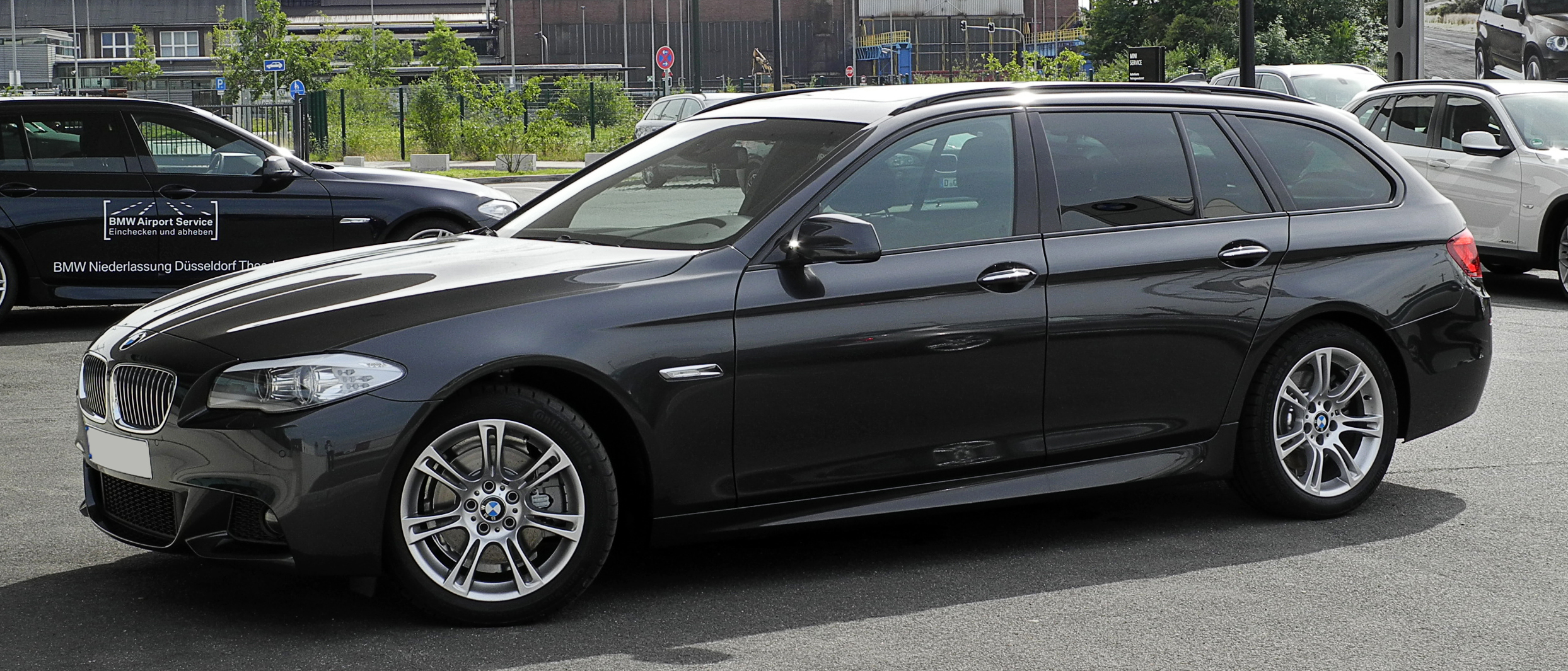
Vista anteriore di una BMW F11, ossia la versione station wagon su base F10

Alla berlina fa seguito nel giugno 2010 la versione station wagon, denominata Touring come da tradizione e contrassegnata dalla sigla F11. Questa versione ha una linea particolarmente slanciata poiché la sua linea è caratterizzata da un tetto discendente nella zona posteriore. In configurazione normale, con tutti i sedili presenti, la capacità della Serie 5 Touring F11 raggiunge 560 litri. Il divanetto posteriore può essere abbattuto sia interamente sia in parte: quando è completamente abbattuto, la capacità di carico cresce fino a ben 1.670 litri, pari a circa 20 litri in più rispetto alla precedente E61. Il lunotto è apribile separatamente.
Meccanicamente, la F11 prevede le medesime soluzioni già montate sulla F10, vale a dire l'avantreno a doppio snodo ed il retrotreno a schema Integral V.
La Touring è prevista inizialmente con molte delle motorizzazioni previste per la berlina, salvo il V8 biturbo da 4.4 litri e da 407 CV, il 6 cilindri in linea da 3 litri e 258 CV, ed il 3 litri turbodiesel da 204 CV. Tutte le motorizzazioni previste sono accoppiate di serie ad una cambio manuale a 6 marce o l'automatico Steptronic ad 8 rapporti.
Nell'ottobre del 2011 arrivano i modelli 520i, il nuovo 528i ed il 530i, rispettivamente con motori da 184, 245 e 272 CV. Inoltre arriva il modello 550i Touring con il noto V8 biturbo da 407 CV.
Il restyling del 2013 ha interessato la Touring allo stesso modo della berlina, con identici aggiornamenti sia estetici che alla gamma motori. Alla fine del 2015, anche la Touring è stata proposta con motore 3 litri turbodiesel da 249 CV, specifico per il mercato italiano.
La produzione della Touring F11 cessa nel gennaio del 2017, pochissimo tempo dopo l'uscita di produzione della corrispondente versione berlina.

### La Serie 5 ActiveHybrid

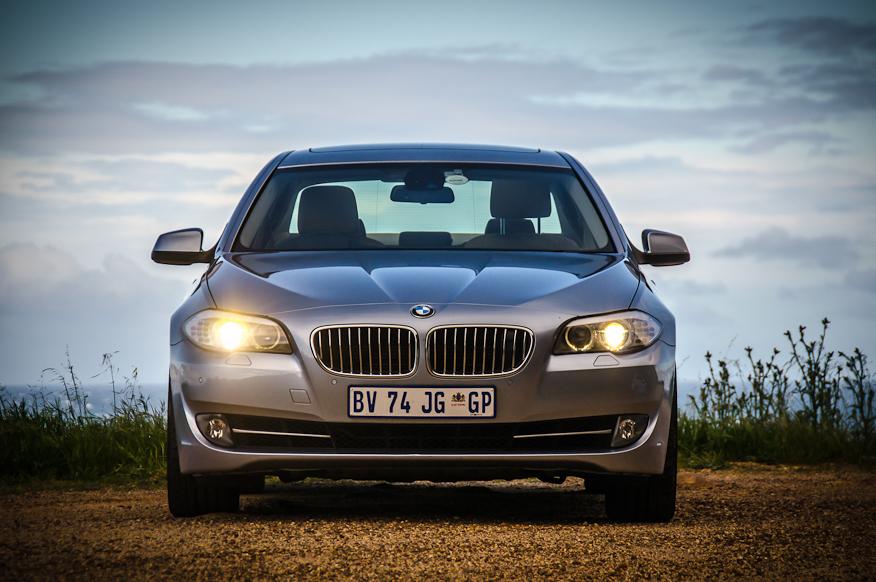
Una ActiveHybrid 5

La versione ibrida viene presentata al Salone di Ginevra del 2010 come concept car e che è caratterizzata dalla presenza di un motore elettrico da 40 kW (54 CV) posto in linea con il cambio ed alimentato da una batteria sistemata posteriormente.  Il cambio utilizzato è l'automatico Steptronic ad 8 rapporti che integra anche il dispositivo Start & Stop. Il propulsore tradizionale è invece il 3 litri turbo a benzina da 306 CV della versione 535i. La potenza totale effettiva è di 340 CV, quindi non è data dalla somma delle due potenze massime, come spesso avviene in altri tipi di configurazione ibrida. La vettura è in grado di muoversi nel traffico in configurazione completamente elettrica e si avvarrà del propulsore termico al di fuori di tale contesto (extraurbano, autostrada, ecc).
Anche questa versione dispone del recupero dell'energia in frenata al sistema Start & Stop. Queste due funzioni vengono assolte dal motore elettrico e dalla batteria, in quanto il primo funge anche da dispositivo di riavvio del motore termico, per esempio durante una sosta al semaforo, mentre la seconda funge da accumulatore di energia cinetica, per esempio dopo una frenata. La vettura è dotata di un sistema che stima il fabbisogno energetico della vettura in base al percorso che si sta affrontando.
La ActiveHybrid 5, questo è il nome ufficiale della nuova vettura, ha cominciato ad apparire nell'autunno 2011 all'interno del listino ufficiale del sito BMW. La produzione termina alla fine del 2016 assieme al resto della gamma della berlina.

### La Serie 5 F10 a passo lungo

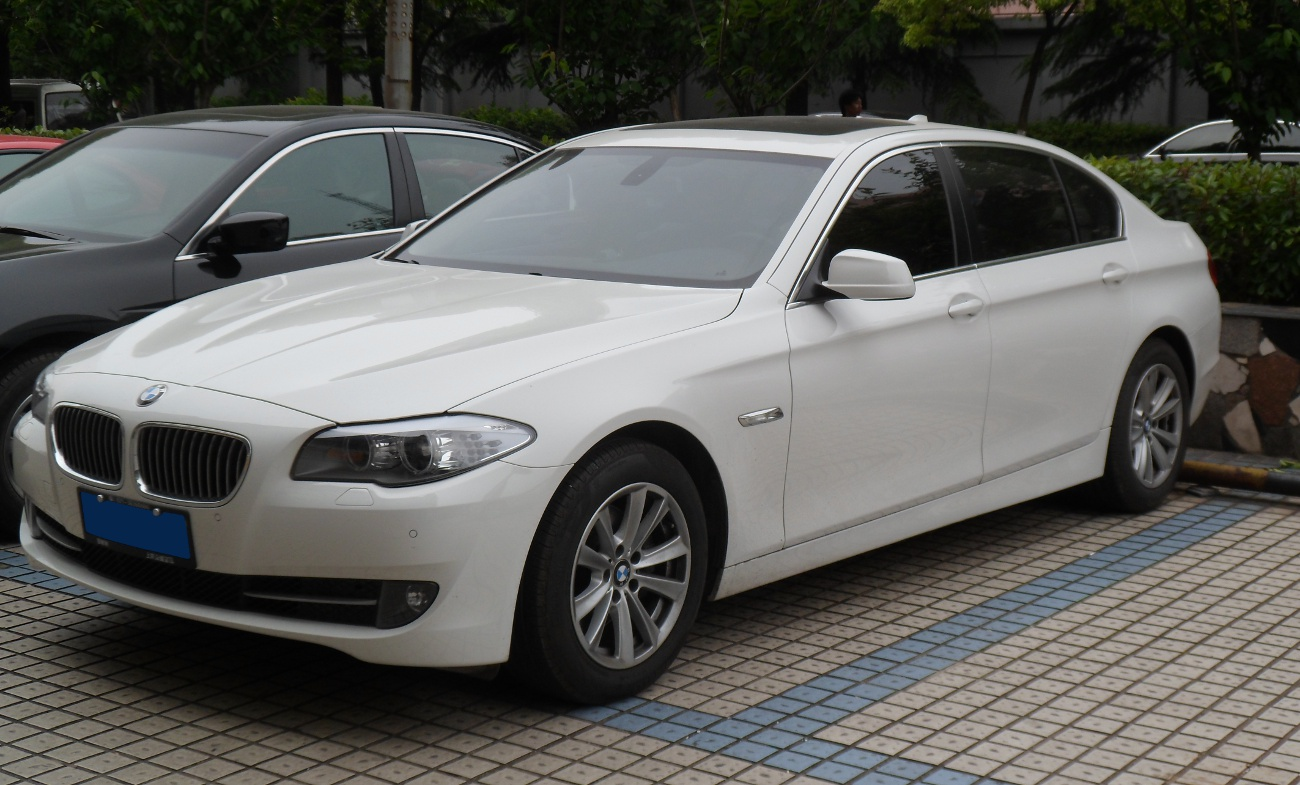
Una Serie 5 a passo lungo per il mercato cinese

Nel 2010, poco dopo il suo lancio a livello mondiale, la Serie 5 F10 è stata proposta per il solo mercato cinese anche con carrozzeria a passo allungato. Tale versione, siglata F18, è prevista nella sola configurazione limousine, ed è caratterizzata da un interasse allungato di 14 cm rispetto alla normale berlina. Le motorizzazioni previste per tale modello sono tre, tutte a benzina. La 523 Li è equipaggiata con un motore N52B25 da 2497 cm³ in grado di erogare 204 CV, mentre la 528 Li monta il motore N52B30 da 2996 cm³ e della potenza di 258 CV. Al top della gamma si trova la 535 Li con motore N55B30 da 2979 cm³ sovralimentato con turbocompressore ed in grado di erogare fino a 306 CV. La lunghezza massima delle limousine F8 raggiunge i 5039 mm, quasi come una contemporanea Serie 7 F01 a passo normale.

## Motorizzazioni
Di seguito è presente un riepilogo delle principali versioni previste per la berlina F10 e, quando applicabile prevista, anche per la familiare F11:
| BMW Serie 5 F10 e F11                                            |             |                           |                |                                      |                |                |        |          |                    |              |                     |                          |                         |                    |
| Modello                                                          | Carrozzeria | Motore                    | Cilindrata cm³ | Alimentazione                        | Potenza CV/rpm | Coppia Nm/rpm  | Cambio | Trazione | Massa a vuoto (kg) | Velocità max | Acceler. 0–100 km/h | Consumo medio (l/100 km) | Emissioni di CO2 (g/km) | Anni di produzione |
| A benzina                                                        |             |                           |                |                                      |                |                |        |          |                    |              |                     |                          |                         |                    |
| 520i                                                             | Berlina     | N20B20                    | 1997           | Iniezione diretta + turbocompressore | 184/5000-6250  | 270/ 1250-4500 | M-6    | P        | 1.595              | 227          | 7"9                 | 6.8                      | 157                     | 10/2011-12/2016    |
| 520i                                                             | Familiare   | N20B20                    | 1997           | Iniezione diretta + turbocompressore | 184/5000-6250  | 270/ 1250-4500 | M-6    | P        | 1.705              | 227          | 8"3                 | 7                        | 163                     | 10/2011-01/2017    |
| 523i                                                             | Berlina     | N53B30                    | 2996           | Iniezione diretta                    | 204/6100       | 270/ 1500-4250 | M-6    | P        | 1.625              | 238          | 7"9                 | 7.6                      | 177                     | 01/2010-10/2011    |
| 523i                                                             | Familiare   | N53B30                    | 2996           | Iniezione diretta                    | 204/6100       | 270/ 1500-4250 | M-6    | P        | 1.640              | 231          | 8"2                 | 7.9                      | 185                     | 08/2010-10/2011    |
| 528i                                                             | Berlina     | N53B30                    | 2996           | Iniezione diretta                    | 258/6600       | 310/ 2600-5000 | M-6    | P        | 1.635              | 250          | 6"6                 | 8.4                      | 182                     | 01/2010-09/2011    |
| 528i                                                             | Berlina     | N20B20                    | 1997           | Iniezione diretta + turbocompressore | 245/ 5000-6500 | 350/ 1250-4800 | M-6    | P        | 1.610              | 250          | 6"2                 | 6.8                      | 159                     | 10/2011-12/2016    |
| 528i                                                             | Familiare   | N53B30                    | 2996           | Iniezione diretta                    | 258/6600       | 310/ 2600-5000 | M-6    | P        | 1.725              | 247          | 6"9                 | 8                        | 188                     | 08/2010-09/2011    |
| 528i                                                             | Familiare   | N20B20                    | 1997           | Iniezione diretta + turbocompressore | 245/ 5000-6500 | 350/ 1250-4800 | M-6    | P        | 1.715              | 244          | 6"4                 | 7.1                      | 165                     | 10/2011-01/2017    |
| 528i xDrive                                                      | Berlina     | N53B30                    | 2996           | Iniezione diretta                    | 258/6600       | 310/ 2600-5000 | M-6    | I        | 1.635              | 250          | 6"6                 | 8.4                      | 188                     | 01/2010-09/20111   |
| 528i xDrive                                                      | Berlina     | N20B20                    | 1997           | Iniezione diretta + turbocompressore | 245/ 5000-6500 | 350/ 1250-4800 | M-6    | I        | 1.700              | 250          | 6"5                 | 7                        | 162                     | 10/2011-12/2016    |
| 528i xDrive                                                      | Familiare   | N53B30                    | 2996           | Iniezione indiretta                  | 258/6600       | 310/ 2600-5000 | M-6    | I        | 1.725              | 247          | 6"9                 | 8                        | 188                     | 08/2010-09/20111   |
| 528i xDrive                                                      | Familiare   | N20B20                    | 1997           | Iniezione diretta + turbocompressore | 245/ 5000-6500 | 350/ 1250-4800 | M-6    | I        | 1.805              | 240          | 6"7                 | 7.3                      | 159                     | 10/2011-01/2017    |
| 530i                                                             | Berlina     | N53B30                    | 2996           | Iniezione diretta                    | 272/6100       | 310/ 1600-4250 | M-6    | I        | 1.635              | 250          | 6"5                 | 7.6                      | 177                     | 10/2011-06/2013    |
| 530i                                                             | Familiare   | N53B30                    | 2996           | Iniezione diretta                    | 272/6100       | 310/ 1600-4250 | M-6    | I        | 1.793              | 250          | 6"7                 | 7.9                      | 183                     | 10/2011-06/2013    |
| 535i                                                             | Berlina     | N55B30                    | 2979           | Iniezione diretta + turbocompressore | 306/5800       | 400/ 1200-5000 | M-6    | P        | 1.685              | 250          | 6"                  | 8.5                      | 199                     | 01/2010-12/2016    |
| 535i                                                             | Familiare   | N55B30                    | 2979           | Iniezione diretta + turbocompressore | 306/5800       | 400/ 1200-5000 | M-6    | P        | 1.690              | 250          | 6"                  | 8.6                      | 201                     | 08/2010-01/2017    |
| 535i xDrive                                                      | Berlina     | N55B30                    | 2979           | Iniezione diretta + turbocompressore | 306/5800       | 400/ 1200-5000 | M-6    | I        | 1.765              | 250          | 5"9                 | 8.2                      | 189                     | 03/2011-12/2016    |
| 535i xDrive                                                      | Familiare   | N55B30                    | 2979           | Iniezione diretta + turbocompressore | 306/5800       | 400/ 1200-5000 | M-6    | I        | 1.840              | 250          | 5"9                 | 8.4                      | 194                     | 10/2011-01/2017    |
| 550i                                                             | Berlina     | N63B44                    | 4395           | Iniezione diretta biturbo            | 407/ 5500-6400 | 600/ 1750-4500 | A-8    | P        | 1.830              | 250          | 5"                  | 10.5                     | 243                     | 01/2010-06/2013    |
| 550i                                                             | Berlina     | N63B44                    | 4395           | Iniezione diretta biturbo            | 450/ 5500-6000 | 650/ 1500-2500 | A-8    | P        | 1.830              | 250          | 4"6                 | 8.7                      | 199                     | 07/2013-12/2016    |
| 550i                                                             | Familiare   | N63B44                    | 4395           | Iniezione diretta biturbo            | 407/ 5500-6400 | 600/ 1750-4500 | A-8    | P        | 1.900              | 250          | 5"1                 | 10.8                     | 249                     | 10/2011-06/2013    |
| 550i                                                             | Familiare   | N63B44                    | 4395           | Iniezione diretta biturbo            | 450/ 5500-6000 | 650/ 1500-2500 | A-8    | P        | 1.925              | 250          | 4"6                 | 8.8                      | 206                     | 07/2013-01/2017    |
| 550i xDrive                                                      | Berlina     | N63B44                    | 4395           | Iniezione diretta biturbo            | 407/ 5500-6400 | 600/ 1750-4500 | A-8    | I        | 1.830              | 250          | 4"8                 | 11                       | 257                     | 10/2010-06/2013    |
| 550i xDrive                                                      | Berlina     | N63B44                    | 4395           | Iniezione diretta biturbo            | 450/ 5500-6000 | 650/ 1500-2500 | A-8    | I        | 1.880              | 250          | 4"4                 | 9.3                      | 214                     | 07/2013-12/2016    |
| M5                                                               | Berlina     | S63B44                    | 4395           | Iniezione diretta biturbo            | 560/ 5750-7000 | 680/ 1500-5750 | DF-7   | P        | 1.770              | 250          | 4"4                 | 9.9                      | 232                     | 09/2011-12/2016    |
| A gasolio                                                        |             |                           |                |                                      |                |                |        |          |                    |              |                     |                          |                         |                    |
| 518d                                                             | Berlina     | N47D20                    | 1995           | Turbodiesel common rail              | 143/4000       | 360/ 1750-2500 | M-6    | P        | 1.615              | 214          | 9"7                 | 4.5                      | 119                     | 07/2013-07/2014    |
| 518d                                                             | Berlina     | B47D20                    | 1995           | Turbodiesel common rail              | 150/4000       | 360/ 1500-2500 | M-6    | P        | 1.615              | 218          | 9"5                 | 4.3                      | 114                     | 07/2014-12/2016    |
| 518d                                                             | Familiare   | N47D20                    | 1995           | Turbodiesel common rail              | 143/4000       | 360/ 1750-2500 | M-6    | P        | 1.720              | 206          | 10"1                | 4.8                      | 129                     | 07/2013-07/2014    |
| 518d                                                             | Familiare   | B47D20                    | 1995           | Turbodiesel common rail              | 150/4000       | 360/ 1500-2500 | M-6    | P        | 1.720              | 210          | 9"9                 | 4.7                      | 122                     | 07/2014-01/2017    |
| 520d Efficient Dynamics                                          | Berlina     | N47D20                    | 1995           | Turbodiesel common rail              | 184/4000       | 380/ 1750-2750 | M-6    | P        | 1.620              | 231          | 8"2                 | 4.5                      | 119                     | 10/2011-03/2015    |
| 520d                                                             | Berlina     | N47D20                    | 1995           | Turbodiesel common rail              | 184/4000       | 380/ 1750-2750 | M-6    | P        | 1.625              | 227          | 8"1                 | 4.9                      | 129                     | 06/2010-06/2014    |
| 520d                                                             | Berlina     | B47D20                    | 1995           | Turbodiesel common rail              | 190/4000       | 400/ 1750-2500 | M-6    | P        | 1.620              | 236          | 7"9                 | 4.3                      | 114                     | 07/2014-12/2016    |
| 520d                                                             | Familiare   | N47D20                    | 1995           | Turbodiesel common rail              | 184/4000       | 380/ 1750-2750 | M-6    | P        | 1.715              | 222          | 8.3                 | 5.2                      | 137                     | 08/2010-06/2014    |
| 520d                                                             | Familiare   | B47D20                    | 1995           | Turbodiesel common rail              | 190/4000       | 400/ 1750-2500 | M-6    | P        | 1.725              | 229          | 8"1                 | 4.9                      | 122                     | 07/2014-01/2017    |
| 520d xDrive                                                      | Berlina     | N47D20                    | 1995           | Turbodiesel common rail              | 184/4000       | 380/ 1750-2750 | A/8    | I        | 1.730              | 227          | 8"1                 | 4.9                      | 134                     | 07/2013-06/2014    |
| 520d xDrive                                                      | Berlina     | B47D20                    | 1995           | Turbodiesel common rail              | 190/4000       | 400/ 1750-2500 | A/8    | I        | 1.730              | 230          | 7"9                 | 5.1                      | 133                     | 07/2014-12/2016    |
| 520d xDrive                                                      | Familiare   | N47D20                    | 1995           | Turbodiesel common rail              | 184/4000       | 380/ 1750-2750 | A/8    | I        | 1.840              | 222          | 8"4                 | 5.2                      | 138                     | 07/2013-06/2014    |
| 520d xDrive                                                      | Familiare   | B47D20                    | 1995           | Turbodiesel common rail              | 190/4000       | 400/ 1750-2500 | A/8    | I        | 1.840              | 220          | 8"2                 | 5.3                      | 133                     | 07/2014-01/2017    |
| 525d                                                             | Berlina     | N57D30UL                  | 2993           | Turbodiesel common rail              | 204/4000       | 450/ 1750-2500 | M-6    | P        | 1.690              | 236          | 7"2                 | 6.2                      | 162                     | 01/2010-09/2011    |
| 525d                                                             | Berlina     | N47D20                    | 1995           | Bi-turbodiesel common rail           | 218/4400       | 450/ 1500-2500 | M-6    | P        | 1.645              | 243          | 7"                  | 5                        | 125                     | 10/2011-12/2016    |
| 525d                                                             | Familiare   | N57D30UL                  | 2993           | Turbodiesel common rail              | 204/4000       | 450/ 1750-2500 | M-6    | P        | 1.765              | 232          | 7"3                 | 6.3                      | 164                     | 08/2010-09/2011    |
| 525d                                                             | Familiare   | N47D20                    | 1995           | Bi-turbodiesel common rail           | 218/4400       | 450/ 1500-2500 | M-6    | P        | 1.745              | 236          | 7"2                 | 5.3                      | 138                     | 10/2011-01/2017    |
| 525d xDrive                                                      | Berlina     | N47D20                    | 1995           | Bi-turbodiesel common rail           | 218/4400       | 450/ 1500-2500 | A/8    | I        | 1.788              | 234          | 7"                  | 5.1                      | 134                     | 10/2011-12/2016    |
| 525d xDrive                                                      | Familiare   | N47D20                    | 1995           | Bi-turbodiesel common rail           | 218/4400       | 450/ 1500-2500 | A/8    | I        | 1.820              | 228          | 7"3                 | 5.4                      | 143                     | 10/2011-01/2017    |
| 530d                                                             | Berlina     | N57D30OL                  | 2993           | Turbodiesel common rail              | 245/4000       | 540/ 1750-3000 | A/8    | P        | 1.715              | 250          | 6"3                 | 6.3                      | 166                     | 01/2010-09/2011    |
| 530d                                                             | Berlina     | N57D30OL                  | 2993           | Turbodiesel common rail              | 249/ - 2       | 560/ 1500-3000 | A/8    | P        | 1.710              | 250          | 5"8                 | 5.1                      | 134                     | 11/2015-12/2016    |
| 530d                                                             | Berlina     | N57D30OL                  | 2993           | Turbodiesel common rail              | 258/4000       | 560/ 1500-3000 | A/8    | P        | 1.685              | 250          | 5"8                 | 5.7                      | 149                     | 10/2011-12/2016    |
| 530d                                                             | Familiare   | N57D30OL                  | 2993           | Turbodiesel common rail              | 245/4000       | 540/ 1750-3000 | A/8    | P        | 1.725              | 250          | 6"4                 | 6.1                      | 169                     | 08/2010-09/2011    |
| 530d                                                             | Familiare   | N57D30OL                  | 2993           | Turbodiesel common rail              | 249/ - 2       | 560/ 1500-3000 | A/8    | P        | 1.820              | 250          | 5"9                 | 5.3                      | 139                     | 11/2015-01/2017    |
| 530d                                                             | Familiare   | N57D30OL                  | 2993           | Turbodiesel common rail              | 258/4000       | 560/ 1500-3000 | A/8    | P        | 1.820              | 250          | 6"2                 | 5.9                      | 155                     | 10/2011-01/2017    |
| 530d xDrive                                                      | Berlina     | N57D30OL                  | 2993           | Turbodiesel common rail              | 249/ -         | 560/ 1500-3000 | A/8    | I        | 1.810              | 250          | 5"7                 | 5.4                      | 150                     | 11/2015-12/2016    |
| 530d xDrive                                                      | Berlina     | N57D30OL                  | 2993           | Turbodiesel common rail              | 258/4000       | 560/ 1500-3000 | A/8    | I        | 1.810              | 250          | 5"7                 | 5.4                      | 150                     | 03/2011-12/2016    |
| 530d xDrive                                                      | Familiare   | N57D30OL                  | 2993           | Turbodiesel common rail              | 249/ -         | 560/ 1500-3000 | A/8    | I        | 1.820              | 248          | 5"9                 | 5.7                      | 150                     | 10/2011-01/2017    |
| 530d xDrive                                                      | Familiare   | N57D30OL                  | 2993           | Turbodiesel common rail              | 258/4000       | 560/ 1500-3000 | A/8    | I        | 1.920              | 250          | 5"9                 | 5.7                      | 150                     | 03/2011-01/2017    |
| 535d                                                             | Berlina     | N57D30T0                  | 2993           | Bi-Turbodiesel common rail           | 299/4400       | 600/ 1500-2500 | A/8    | P        | 1.720              | 250          | 5"7                 | 6.1                      | 162                     | 09/2010-09/2011    |
| 535d                                                             | Berlina     | N57D30T0                  | 2993           | Bi-Turbodiesel common rail           | 313/4400       | 630/ 1500-2500 | A/8    | P        | 1.725              | 250          | 5"5                 | 5.4                      | 142                     | 10/2011-12/2016    |
| 535d                                                             | Familiare   | N57D30T0                  | 2993           | Bi-Turbodiesel common rail           | 299/4400       | 600/ 1500-2500 | A/8    | P        | 1.840              | 250          | 5"7                 | 6.3                      | 165                     | 09/2010-09/2011    |
| 535d                                                             | Familiare   | N57D30T0                  | 2993           | Bi-Turbodiesel common rail           | 313/4400       | 630/ 1500-2500 | A/8    | P        | 1.825              | 250          | 5"5                 | 5.6                      | 148                     | 10/2011-01/2017    |
| 535d xDrive                                                      | Berlina     | N57D30T0                  | 2993           | Bi-Turbodiesel common rail           | 313/4400       | 630/ 1500-2500 | A/8    | I        | 1.795              | 250          | 5"5                 | 5.9                      | 149                     | 09/2011-12/2016    |
| 535d xDrive                                                      | Familiare   | N57D30T0                  | 2993           | Bi-Turbodiesel common rail           | 313/4400       | 630/ 1500-2500 | A/8    | I        | 1.895              | 250          | 5"5                 | 5.7                      | 156                     | 09/2011-01/2017    |
| M550d xDrive                                                     | Berlina     | N57S                      | 2993           | Tri-Turbodiesel common rail          | 381/ 4000-4400 | 740/ 2000-3000 | A-8    | I        | 1.895              | 250          | 4"7                 | 6.3                      | 186                     | 04/2011-12/2016    |
| M550d xDrive                                                     | Familiare   | N57S                      | 2993           | Tri-Turbodiesel common rail          | 381/ 4000-4400 | 740/ 2000-3000 | A-8    | I        | 1.990              | 250          | 4"9                 | 6.4                      | 190                     | 04/2011-01/2017    |
| Ibride                                                           |             |                           |                |                                      |                |                |        |          |                    |              |                     |                          |                         |                    |
| ActiveHybrid 5                                                   | Berlina     | N55B30 + motore elettrico | 2979           | iniezione diretta + turbocompressore | 340/5800       | 450/ 1200-5000 | A-8    | P        | 1.925              | 250          | 5"9                 | 6.4                      | 149                     | 10/2011-12/2016    |
| Note: 1Non per il mercato italiano 2Solo per il mercato italiano |             |                           |                |                                      |                |                |        |          |                    |              |                     |                          |                         |                    |